# UWA世界タッグ王座
UWA世界タッグ王座は、UWAが管理、認定していた王座。

## 歴史
1982年、LLIが創設。
1984年、空位となって事実上封印状態となる。
1991年3月10日、ユニバーサル・プロレスリング後楽園ホール大会で行われた第2代王座決定タッグトーナメントに優勝したブラソ・デ・オロ&ブラソ・デ・プラタ組が第2代王者になった。
1997年、LLIが解散。
LLIが解散後もタイトルマッチは行われていた。
2000年、王者のビジャノ4号&ビジャノ5号組が防衛戦を行わないため、連邦区タッグ王者のタッグチーム「ロス・ラヨス・タパティオス（選手の名前不明）」がUWA世界タッグ王者（非公認）を名乗って防衛戦を行っていた。
2004年、王者のビジャノ4号&ビジャノ5号組が防衛戦を再開させた。
2006年、NOSAWA論外&MAZADA組が2000年7月に王者のロス・ラヨス・タパティオスを破って新王者になったと主張。
2008年3月26日、プロレスリングElDorado新宿FACE大会でNOSAWA&MAZADA組がUWA世界タッグ王者（日本版）として、KAGETORA&飯伏幸太組との防衛戦が行われて勝利したKAGETORA&飯伏組が新王者になった。3月、管理団体がElDoradoに移った。5月12日、ウルティモ・ドラゴンの自主興行「ドラゴマニア」アレナ・メヒコ大会で行われたUWA世界タッグ王座決定戦に勝利したアニマル・ウォリアー&パワー・ウォリアー組を元LLI役員が王者に認定したが、正式な王者と認定されず防衛戦は行われなかった。
2009年1月、管理団体が紅白プロレス合戦に移った。
2014年3月、管理団体がユニオンプロレスに移った。
2016年6月10日、みちのくプロレス後楽園ホール大会で王者のバラモン・シュウ&バラモン・ケイ組、東北タッグ王者の日高郁人&藤田ミノル組による王座統一戦が行われて勝利した日高&藤田組がタッグ二冠王者になった。以降は2つの王座の防衛戦が同時に行われている。6月、管理団体が、みちのくプロレスに移った。
2021年10月3日、GAINA&のはしたろう組がUWA世界タッグ王座のみに挑戦して勝利したことで単独王座になった。
2022年6月、管理団体が大日本プロレスに移った。
2024年9月、管理団体がプロレスリングBASARAに移った。

## 歴代王者

### UWA世界タッグ王座
| 歴代   | タッグチーム                                                     | 戴冠回数 | 防衛回数 | 獲得日付      | 獲得場所 （対戦相手・その他）                      |
| ------ | ---------------------------------------------------------------- | -------- | -------- | ------------- | -------------------------------------------------- |
| 初代   | グラン浜田 & 長州力                                              | 1        | 不明     | 1982年8月1日  | メキシコ カネック & ベビー・フェース 1984年返上    |
| 第2代  | ロス・ブラソス （ブラソ・デ・オロ & ブラソ・デ・プラタ）         | 1        | 5        | 1991年3月10日 | 後楽園ホール ペロ・アグアヨ & グラン浜田           |
| 第3代  | ペロ・アグアヨ & グラン浜田                                      | 1        | 不明     | 1991年6月13日 | 後楽園ホール 1992年1月15日空位                     |
| 第4代  | ケンドー & グラン浜田                                            | 1        | 0        | 1992年1月19日 | 後楽園ホール ブラソ・デ・オロ & ブラソ・デ・プラタ |
| 第5代  | ロス・カウボーイズ （エル・テハノ & シルバー・キング）           | 1        | 不明     | 1992年1月19日 | 後楽園ホール                                       |
| 第6代  | カンナム・エクスプレス （ダン・クロファット & ダグ・ファーナス） | 1        | 不明     | 1992年6月28日 | メヒコ州ナウカルパン                               |
| 第7代  | ロス・ビジャノス （ビジャノ4号 & ビジャノ5号）                   | 1        | 不明     | 1992年11月8日 | メヒコ州ナウカルパン                               |
| 非公認 | ロス・ラヨス・タパティオス （選手の名前不明）                    |          |          | 2000年        | メキシコ                                           |
| 第8代  | エミリオ・チャレス・ジュニア & スコルピオ・ジュニア              | 1        | 不明     | 2004年4月7日  | ゲレーロ州アカプルコ                               |
| 第9代  | ロス・ビジャノス （ビジャノ4号 & ビジャノ5号）                   | 2        | 不明     | 2004年4月14日 | ゲレーロ州アカプルコ                               |

### UWA世界タッグ王座（日本版）
| 歴代   | タッグチーム                                                 | 戴冠回数 | 防衛回数 | 獲得日付       | 獲得場所 （対戦相手・その他）               |
| ------ | ------------------------------------------------------------ | -------- | -------- | -------------- | ------------------------------------------- |
| 第10代 | 東京愚連隊 （NOSAWA論外 & MAZADA）                           | 1        | 0        | 2006年         | メキシコ ロス・ラヨス・タパティオス         |
| 第11代 | KAGETORA & 飯伏幸太                                          | 1        | 1        | 2008年3月26日  | 新宿FACE 2008年11月14日返上                 |
| 非公認 | ヘルレイザーズ （アニマル・ウォリアー & パワー・ウォリアー） |          |          | 2008年5月12日  | アレナ・メヒコ ダミアン666 & エル・テリブレ |
| 第12代 | SOS （ヘラクレス千賀 & ツトム・オースギ）                    | 1        | 0        | 2008年11月25日 | 新宿FACE KAGETORA & 沖本摩幸                |
| 第13代 | バラモン兄弟 （バラモン・シュウ & バラモン・ケイ）           | 1        | 2        | 2008年12月3日  | 新木場1stRING                               |
| 第14代 | SOS （ヘラクレス千賀 & ツトム・オースギ）                    | 2        | 0        | 2010年4月14日  | 新木場1stRING                               |
| 第15代 | 藤田ミノル & 政宗                                            | 1        | 2        | 2010年12月22日 | 新木場1stRING                               |
| 第16代 | SOS （ヘラクレス千賀 & ツトム・オースギ）                    | 3        | 1        | 2011年12月1日  | 新木場1stRING                               |
| 第17代 | 日高郁人 & めんそ〜れ親父                                    | 1        | 2        | 2012年11月29日 | 新宿FACE                                    |
| 第18代 | SOS （ヘラクレス千賀 & ツトム・オースギ）                    | 4        | 1        | 2013年7月15日  | 東成区民センター                            |
| 第19代 | ヤス・ウラノ & HIROKI                                        | 1        | 2        | 2014年2月5日   | 新宿FACE                                    |
| 第20代 | MEN'Sテイオー & 福田洋                                       | 1        | 2        | 2014年4月27日  | ラジアントホール                            |
| 第21代 | 木高イサミ & FUMA                                            | 1        | 3        | 2014年8月31日  | 新宿FACE                                    |
| 第22代 | 石川修司 & 柴田正人                                          | 1        | 0        | 2015年1月24日  | ラジアントホール                            |
| 第23代 | バラモン兄弟 （バラモン・シュウ & バラモン・ケイ）           | 2        | 0        | 2015年6月17日  | 新木場1stRING                               |
| 第24代 | スカル&ボーンズ （日高郁人 & 藤田ミノル）                    | 1        | 2        | 2016年6月10日  | 後楽園ホール                                |
| 第25代 | 日向寺塁 & 郡司歩                                            | 1        | 1        | 2017年9月16日  | 矢巾町民総合体育館                          |
| 第26代 | GAINA & のはしたろう                                         | 1        | 3        | 2018年3月18日  | 仙台ヒルズホテル                            |
| 第27代 | Ken45゜ & 拳剛                                               | 1        | 2        | 2018年11月24日 | 仙台ヒルズホテル                            |
| 第28代 | 友情タッグ （GAINA & のはしたろう）                          | 2        | 0        | 2019年5月6日   | 矢巾町民総合体育館                          |
| 第29代 | スカル&ボーンズ （日高郁人 & 藤田ミノル）                    | 2        | 1        | 2019年6月14日  | 後楽園ホール                                |
| 第30代 | ヤッペーマンズ （ヤッペーマン1号 & ヤッペーマン2号）         | 5        | 2        | 2019年10月19日 | 新木場1stRING                               |
| 第31代 | ザ・グレート・サスケ & 新崎人生                              | 1        | 0        | 2021年5月4日   | 矢巾町民総合体育館                          |
| 第32代 | 友情タッグ （GAINA & のはしたろう）                          | 3        | 2        | 2021年10月3日  | 垂水漁港水産会館                            |
| 第33代 | HUB & エイサー8                                              | 1        | 3        | 2022年6月5日   | 淀川区民センター                            |
| 第34代 | "brother"YASSHI & 木下亨平                                   | 1        | 3        | 2023年2月11日  | 都島区民センター                            |
| 第35代 | SOS （バナナ千賀 & ツトム・オースギ）                        | 6        | 0        | 2023年12月24日 | 176BOX                                      |
| 第36代 | 梶トマト & 関札皓太                                          | 1        | 4        | 2024年3月10日  | 176BOX                                      |
| 第37代 | 愛人タッグ （中野貴人 & 神野聖人）                           | 1        | 1        | 2024年9月11日  | 新宿FACE                                    |
| 第38代 | 木高イサミ & 神谷英慶                                        | 1        | 0        | 2024年10月22日 | 新木場1stRING                               |